# Sciacalli (film 1986)
Sciacalli (American Justice) è un film statunitense del 1986 diretto da Gary Grillo.